# الخطيئة (مسلسل)
الخطيئة مسلسل تلفزيوني مصري من إخراج أحمد سمير فرج وتأليف فداء الشندويلي. 
تدور أحداث المسلسل حول شاب ثري يدعى ياسين (شريف سلامة) يتزوج من فتاة عاش معها قصة حب طويلة، لكنه كالعديد من الرجال ينزلق إلى بئر الخيانة، وهو ما يطور الأمور بشكل خطير، فيدفع ياسين ثمنًا باهظًا لخيانته.

## البطولة
- شريف سلامة
- ريهام عبد الغفور
- شيرين عادل
- إيمان
- نيرة عارف
- أحمد خليل
- رجاء الجداوي
- عبدالسلام الدهشان
- حنان سليمان
- أحمد صيام
- هبة مجدي
- ريم مصطفى
- يوسف فوزي